# Eupithecia collineata
Eupithecia collineata es una especie de polilla de la familia Geometridae. La especie fue descrita por primera vez por William Warren habiendo sido descrita en 1906, con distribución en Argentina y Brasil. El sintipo de la especie fue descrita en los alrededores de Castro (Paraná) así como en Temperley (Buenos Aires).

## Descripción
Las alas anteriores son de color leonado rosado, enrojecidas con oliva y con un brillo pálido y lustroso en algunos lugares, espolvoreadas con puntos oscuros. La costa del ala es pálida en la base con líneas oliva profundas, paralelas. El interior del ala, desde un cuarto de la costa hasta cerca de la mitad del margen interior, es oblicuo y ligeramente curvado. El exterior, desde la mitad de la costa hasta el tornus, es de color oliva oscuro, seguido de una línea lustrosa. La línea subterminal es rosada brillante, precedida por una línea crenulada oliva oscura desde 6 hasta el tornus. Cuenta con una gran mancha costera de color verde oliva desde antes de la línea exterior hasta la subterminal. Finalmente, una mancha celular oscura y tenue. Las alas traseras son de color rojo anaranjado con una franja roja hasta 2, luego se torna blanquecina. Tiene un margen interior rojizo con las puntas blancas.